# 粕川町稲里
粕川町稲里（かすかわまちいなさと）は、群馬県前橋市の地名。旧粕川村時代は、住所で勢多郡粕川村大字稲里の地域である。また、前橋市合併後は村名の粕川村が粕川町となり、そのあと大字名がつくため前橋市粕川町○○となる。面積は0.91km2(2013年現在)。郵便番号は371-0207。

## 地理
前橋市の東部、赤城山の南麓、東神沢川流域に位置している。

## 歴史
1881年に込皆戸村から分村して成立した。

### 年表
- 1881年 込皆戸村から分村して成立する。
- 1889年 市町村制が施行され、14村が合併し、群馬県南勢多郡粕川村大字稲里となる。
- 1896年 郡統合（東群馬郡と南勢多郡の統合）により勢多郡に所属し勢多郡粕川村大字稲里となる。
- 2004年 平成の大合併で粕川村は、宮城村、大胡町とともに、前橋市に合併し、群馬県前橋市粕川町稲里となる。

### 地名
皆戸は村落の意味で、込は古くは「叺」の字を使った。山野を支配し狩猟の時に先取権という獲物があると毛皮などを取る権利を「カマス」といい、その山の支配の権利を示す地名と考えられている。

## 世帯数と人口
2017年（平成29年）8月31日現在の世帯数と人口は以下の通りである。
| 町丁       | 世帯数  | 人口  |
| ---------- | ------- | ----- |
| 粕川町稲里 | 132世帯 | 359人 |

## 小・中学校の学区
市立小・中学校に通う場合、学区は以下の通りとなる。
| 番地 | 小学校             | 中学校             |
| ---- | ------------------ | ------------------ |
| 全域 | 前橋市立粕川小学校 | 前橋市立粕川中学校 |

## 交通

### 鉄道
近隣に上毛電気鉄道上毛線粕川駅がある。

### バス
赤城タクシーが運行を行っているデマンドバス方式のふるさとバスがある。

### 道路
県道の群馬県道102号三夜沢国定停車場線が通過。

## 施設
- 稲里集落センター

## 避難所
当町が避難対象区域となった場合、近隣の粕川町女渕にある前橋市立粕川小学校に避難する。